# Ctenochira albomaculata
Ctenochira albomaculata là một loài tò vò trong họ Ichneumonidae.